# Хорватсько-фінські відносини

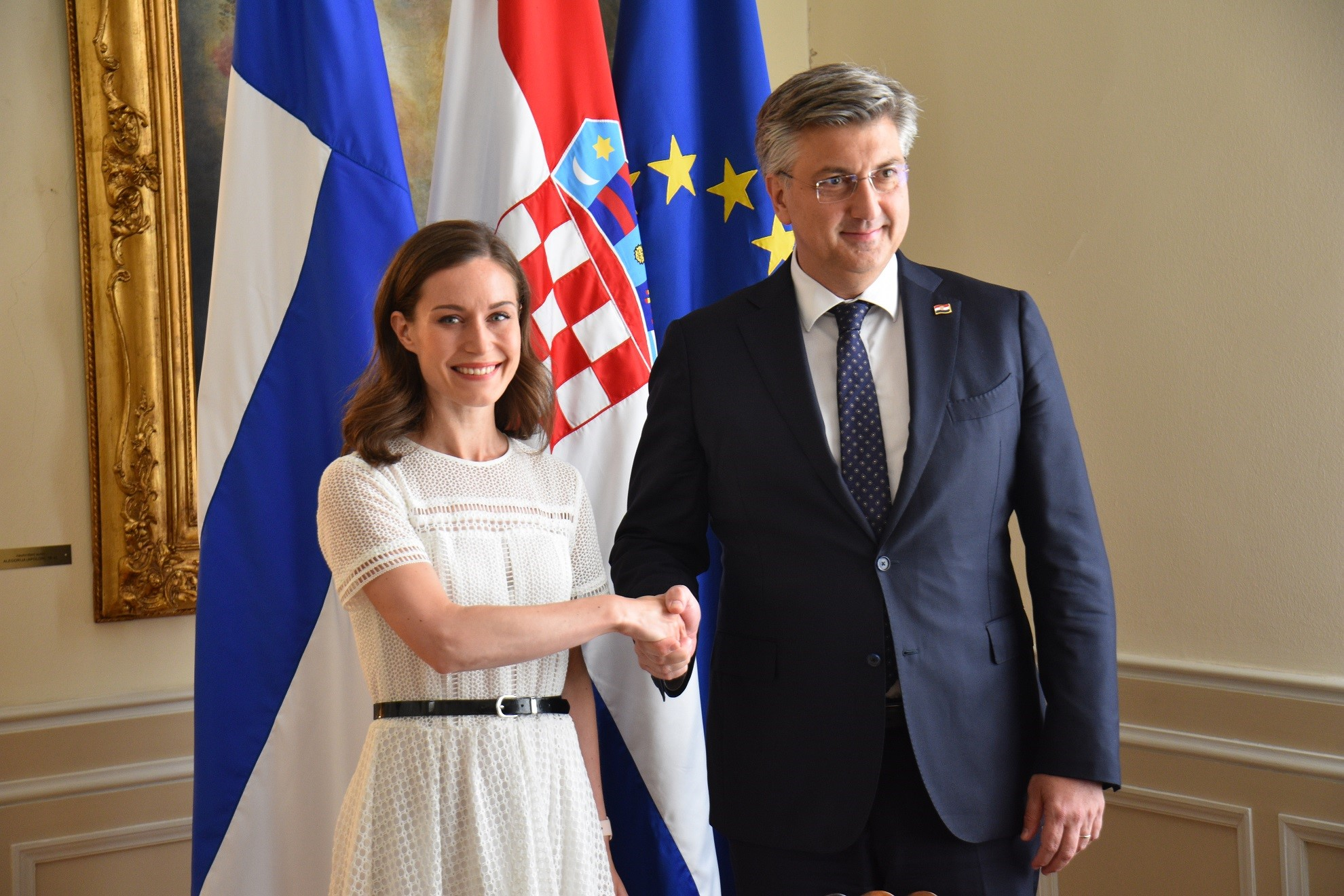
Прем'єр-міністр Фінляндії Санна Марін на зустрічі з прем'єр-міністром Хорватії Андреєм Пленковичем у 2022

Хорватсько-фінські відносини (хорв. Hrvatsko-finski odnosi, фін. Kroatian ja Suomen suhteet) — історичні та поточні двосторонні відносини між Хорватією та Фінляндією.

## Історія
2 липня 1941 Фінляндія визнала Незалежну Державу Хорватію, а 20 вересня 1944 розірвала дипломатичні відносини з нею. 
Повторно Фінляндія визнала Хорватію 17 січня 1992 року. Обидві держави відновили дипломатичні відносини 19 лютого 1992.
Хорватія має посольство в Гельсінкі. Фінляндія має посольство в Загребі та 3 почесні консульства (в Рієці, Спліті і Загребі). Обидві країни є повноправними членами Європейського Союзу. Фінляндія вступила в ЄС 1995 року, а Хорватія приєдналася до ЄС 2013 року. 
У липні 2022 Хорватія повністю ратифікувала заявку Фінляндії на членство в НАТО.